# 新潟県県央地域

県央地域における平成の大合併の地図。

新潟県県央地域（にいがたけん けんおうちいき）は、新潟県のうち、三条市、燕市、加茂市、南蒲原郡田上町、西蒲原郡弥彦村を中心とした地域である。略称は県央。

## 概要
新潟県の中越地方の東部から下越地方の西部にわたる。同県の大河津分水路より北で、新潟市より南に位置する一帯である。構成自治体は一般に上記の5市町村とされるが、さらに周辺地域を含むこともある。
また特に、この地域の中枢をなす三条市・燕市周辺は、燕三条地方（つばめ・さんじょう ちほう）・三条燕地方（さんじょう・つばめ ちほう）とも称される。
当地一帯は、金属加工製品の全国有数の産地として知られる。ステンレス魔法瓶の最大手サーモスも新潟事業所を置く。

## 名称
名称の由来は文字通り新潟県の中央付近に位置することである。県庁や病院、企業・学校などの公的施設の名称としても使用され、新潟県立県央基幹病院や新潟県央工業高等学校、にいがた県央マイスター制度等が存在する。また、燕三条駅付近に位置する店舗の名称にも使われる事があり、イオン県央店やイオンシネマ県央などが該当する。
一方で「県央」という地域の呼称は茨城県や神奈川県、山口県など他県でも多数使われており、混同される可能性がある。また新潟県外からは「県央」が新潟県内のどの範囲を指し、どの自治体が所在するのかを認識しにくい等の指摘もある。こうした背景から、三条・燕両市の出資で運営する「新潟県県央地域地場産業振興センター」は2010年（平成22年）4月1日、上越新幹線の駅名などから全国的にも認知度の高い「燕三条」を冠した「燕三条地場産業振興センター」に改称している。
なお、自動車のナンバープレートは、「新潟ナンバー」、電話帳（タウンページ）は「三条・新発田版」、気象庁の天気予報の発表区域は「中越地方三条地域（三条市、加茂市、田上町）」及び「下越地方新潟地域（燕市、弥彦村）」となる。

## 範囲
旧越後国蒲原郡の南蒲原郡の中北部、及び西蒲原郡の南西部をおおむね範囲とする。現在の行政区画は上述のとおり三条市、燕市、加茂市、田上町、弥彦村の5市町村から主に構成される。
なお、2015年（平成27年）の国勢調査によれば、新潟県の人口重心は燕市内の小池地区の住宅地内に位置する。本地域は自然地理のみならず人口分布の面でも新潟県の中央部といえる。
ただし、新潟県域の重心点そのものは三条市（旧栄町および下田村）の南に隣接する見附市葛巻に位置する。同地には「新潟県の重心点」と記された石柱が設置されており、敷地内の大型ガスタンク2機に「ここは新潟県のどまんなか」と記されている。また同市は「新潟県のどまんなか」と標榜しているなど、「県央」と「新潟県の中央」とは必ずしも一致しない。
さらに、見附市本所には公益財団法人新潟県保健衛生センターの支所として「県央メジカルセンター」が設置されているなど、頻度は低いながらも見附市を県央地域に含める用例も存在する。

## 地域内の関係
この地域の中心部を構成する三条市と燕市の境界付近には上越新幹線燕三条駅や北陸自動車道三条燕ICが設置され、それを中心に、一体的な都市圏を形成している。歴史・文化面でも共通する面も多く、地域間の一体感や補完関係は強い。
ただし、県央地域の行政を一元化するような市町村合併は実現はなく、2001年（平成13年）から2005年（平成17年）にかけての平成の大合併の際には、県央地域を構成する三条市、加茂市、燕市、吉田町、田上町、栄町、下田村の7市町村に新潟県が合併案の提示を行った。加茂市は以前より「合併しない宣言」を表明しており、協議に加わらなかった。続いて三条市、燕市、田上町、栄町、下田村との間で合併協議が行われたが、燕市の住民投票で反対票が賛成票をごく僅差で上回ったことから、県央の中枢となる三条・燕両市の合併は実現しなかった。また、田上町の住民意向調査でも反対多数であったため同町は合併を行わなかった。結果、三条市、南蒲原郡栄町及び同郡下田村を廃し、その区域をもって三条市を設置する。燕市、西蒲原郡吉田町及び同郡分水町を廃し、その区域をもって燕市を設置する。現在の版図へと至った。

## 経済・産業・文化
金属製品
地域内一帯で古くから金属加工業が盛んであり、日本有数の金属製品の産地として知られ、国内ではもちろん世界的にもその技術・質の評価は高い。
元々は優秀な鍛冶が多数居住する地域であったが、近代化により、その技術を応用して金属加工を行う業者が多く生まれた。とくに三条市周辺の刃物・工具類、燕市周辺の食器類が有名である。
木工業
加茂市周辺では、古くから木工業も盛んである。桐箪笥の製造においては全国トップクラスの産地である。

## 構成自治体・地域
下越地方
- 燕市
  - 旧燕市
  - 旧吉田町
  - 旧分水町
- 弥彦村

※ 新潟市西蒲区の南西部（旧岩室村など）が含まれる場合もある。
中越地方
- 三条市
  - 旧三条市
  - 旧栄町
  - 旧下田村
- 加茂市
- 田上町

※見附市や長岡市の北部（旧寺泊町など）が含まれる場合もある。

## 都市雇用圏（10% 通勤圏）の変遷
金本良嗣・徳岡一幸によって提案された都市圏。細かい定義等は都市雇用圏に則する。
一般的な都市圏の定義については都市圏を参照のこと。
また燕市(人口約8万人)からの通勤通学率は三条市を上回っており新潟都市圏に入る条件を満たしているが諸々の理由により新潟都市圏ではなく三条都市圏に入っている。
- 10% 通勤圏に入っていない自治体は、各統計年の欄で灰色かつ「-」で示す。

| 自治体 ('80) | 1980年                 | 1990年                 | 1995年                 | 2000年                 | 2005年                 | 2010年                 | 自治体 （現在） |
| ------------ | ---------------------- | ---------------------- | ---------------------- | ---------------------- | ---------------------- | ---------------------- | --------------- |
| 寺泊町       | -                      | 燕 都市圏 12万1336人   | 燕 都市圏 12万2084人   | 燕 都市圏 12万1606人   | -                      | 長岡 都市圏            | 長岡市          |
| 岩室村       | 燕 都市圏 10万6671人   | 燕 都市圏 12万1336人   | 燕 都市圏 12万2084人   | 燕 都市圏 12万1606人   | 新潟 都市圏            | 新潟 都市圏            | 新潟市          |
| 中之口村     | 燕 都市圏 10万6671人   | 燕 都市圏 12万1336人   | 燕 都市圏 12万2084人   | 燕 都市圏 12万1606人   | 新潟 都市圏            | 新潟 都市圏            | 新潟市          |
| 燕市         | 燕 都市圏 10万6671人   | 燕 都市圏 12万1336人   | 燕 都市圏 12万2084人   | 燕 都市圏 12万1606人   | 三条 都市圏 22万8045人 | 三条 都市圏 22万2512人 | 燕市            |
| 分水町       | 燕 都市圏 10万6671人   | 燕 都市圏 12万1336人   | 燕 都市圏 12万2084人   | 燕 都市圏 12万1606人   | 三条 都市圏 22万8045人 | 三条 都市圏 22万2512人 | 燕市            |
| 吉田町       | 燕 都市圏 10万6671人   | 燕 都市圏 12万1336人   | 燕 都市圏 12万2084人   | 燕 都市圏 12万1606人   | 三条 都市圏 22万8045人 | 三条 都市圏 22万2512人 | 燕市            |
| 弥彦村       | 燕 都市圏 10万6671人   | 燕 都市圏 12万1336人   | 燕 都市圏 12万2084人   | 燕 都市圏 12万1606人   | 三条 都市圏 22万8045人 | 三条 都市圏 22万2512人 | 弥彦村          |
| 三条市       | 三条 都市圏 10万9386人 | 三条 都市圏 15万7851人 | 三条 都市圏 15万6899人 | 三条 都市圏 15万4383人 | 三条 都市圏 22万8045人 | 三条 都市圏 22万2512人 | 三条市          |
| 栄村         | 三条 都市圏 10万9386人 | 三条 都市圏 15万7851人 | 三条 都市圏 15万6899人 | 三条 都市圏 15万4383人 | 三条 都市圏 22万8045人 | 三条 都市圏 22万2512人 | 三条市          |
| 下田村       | 三条 都市圏 10万9386人 | 三条 都市圏 15万7851人 | 三条 都市圏 15万6899人 | 三条 都市圏 15万4383人 | 三条 都市圏 22万8045人 | 三条 都市圏 22万2512人 | 三条市          |
| 加茂市       | 加茂 都市圏 4万8101人  | 三条 都市圏 15万7851人 | 三条 都市圏 15万6899人 | 三条 都市圏 15万4383人 | 三条 都市圏 22万8045人 | 三条 都市圏 22万2512人 | 加茂市          |
| 田上町       | 加茂 都市圏 4万8101人  | 三条 都市圏 15万7851人 | 三条 都市圏 15万6899人 | 三条 都市圏 15万4383人 | 新潟 都市圏            | 新潟 都市圏            | 田上町          |

- 2005年5月1日：三条市、南蒲原郡栄町及び同郡下田村を廃し、その区域をもって三条市を設置する。
- 2006年1月1日：栃尾市、三島郡寺泊町、同郡与板町及び同郡和島村を廃し、その区域を長岡市に編入する。
- 2006年3月20日：燕市、西蒲原郡吉田町及び同郡分水町を廃し、その区域をもって燕市を設置する。

## 交通

### 鉄道
信越本線の県央地域内を経由する区間と越後線の吉田駅以北、弥彦線の全線は新潟近郊区間に指定されている。
JR東日本
- 上越新幹線
  - 燕三条駅
- 信越本線
- 越後線
- 弥彦線

廃線
- 蒲原鉄道線
- 新潟交通電車線
- 旧国鉄弥彦線（越後大崎駅 - 大浦駅 - 越後長沢駅）

### 道路
高速道路
- 北陸自動車道
  - 三条燕インターチェンジ
  - 栄パーキングエリア・栄スマートインターチェンジ

一般国道
- 国道8号
- 国道116号

- 国道289号
- 国道290号

- 国道403号

## マスコミ
新聞社
- 三條新聞

コミュニティFM
- 燕三条エフエム放送（ラヂオは〜と）